# ONE WISH e.p.
『ONE WISH e.p.』（ワン・ウィッシュ イーピー）は、MAN WITH A MISSIONの1作目のEP。2021年2月10日にSony Music Records（Sony Music Labels）から発売された。

## 概要
- 自身初のCD作品でのEP[注 2]。
- CDは初回生産限定盤、通常盤の2形態で発売。
- 自身が2020年10月から同年12月まで3ヶ月連続でリリースした配信限定シングル「Telescope」「All You Need」「evergreen」や、完全未発表曲「ONE WISH」に加え、自身のベストアルバム『MAN WITH A "BEST" MISSION』の発売を記念し、同作発売日である2020年7月15日に渋谷eggmanで無観客で開催され、YouTube等で無料配信された『「MAN WITH A "BEST" MISSION」-Album Release Special Showcase-』[5]のライブ音源も収録[4]。
- 初回生産限定盤の特典DVDには、同年8月24日・25日にZepp Tokyoにて開催された『MAN WITH A “REBOOT LIVE & STREAMING” MISSION』より、厳選された6曲を収録[4]。

## 収録曲

### CD
1. Telescope
作詞：Kamikaze Boy, Jean-Ken Johnny
作曲：Kamikaze Boy, DJ Santa Monica
編曲：MAN WITH A MISSION, 大島こうすけ
  - 配信限定6thシングル
  - TBS系『王様のブランチ』テーマソング
2. All You Need
作詞・作曲：Jean-Ken Johnny
編曲：MAN WITH A MISSION, 中野雅之
  - 配信限定7thシングル
  - スマートフォン向けゲームアプリ『A.I.M.$ -All you need Is Money-』主題歌
3. ONE WISH
作詞・作曲：Kamikaze Boy
編曲：MAN WITH A MISSION, 四家卯大
  - 新曲
  - フジテレビ系『ジャンクSPORTS』2021年1月クールエンディングテーマ[6]
4. evergreen
作詞・作曲：Jean-Ken Johnny
編曲：MAN WITH A MISSION, 草間敬
  - 配信限定8thシングル
  - 東洋水産『マルちゃん赤いきつねと緑のたぬき』「天ぷら月編」CMソング

※以降『「MAN WITH A "BEST" MISSION」-Album Release Special Showcase-』のライブ音源。
1. database
2. Dive
3. Change the World
4. FLY AGAIN -Hero’s Anthem-
5. The Victors
6. RAIN OF JULY
7. Emotions
8. Remember Me

### 初回生産限定盤 特典DVD
| #  | タイトル                    | 作詞 | 作曲・編曲 |
| -- | --------------------------- | ---- | ---------- |
| 1. | 「Change the World」        |      |            |
| 2. | 「1997」                    |      |            |
| 3. | 「WELCOME TO THE NEWWORLD」 |      |            |
| 4. | 「Rock Kingdom」            |      |            |
| 5. | 「Take Me Under」           |      |            |
| 6. | 「PANORAMA RADIO」          |      |            |